# Вампам (Пенсільванія)
Вампам (англ. Wampum) — місто (англ. borough) в США, в окрузі Лоуренс штату Пенсільванія. Населення — 559 осіб (2020).

## Географія
Вампам розташований за координатами 40°53′6″ пн. ш. 80°20′26″ зх. д. / 40.88500° пн. ш. 80.34056° зх. д. (40.885074, -80.340440).  За даними Бюро перепису населення США в 2010 році місто мало площу 2,67 км², з яких 2,55 км² — суходіл та 0,12 км² — водойми.

## Демографія
Згідно з переписом 2010 року, у селищі мешкало 717 осіб у 302 домогосподарствах у складі 189 родин. Густота населення становила 269 осіб/км².  Було 318 помешкань (119/км²).
Расовий склад населення:
| - 94,3 % — білих - 1,8 % — чорних або афроамериканців - 0,6 % — корінних американців - 0,1 % — азіатів |

До двох чи більше рас належало 2,5 %. Частка іспаномовних становила 3,1 % від усіх жителів.
За віковим діапазоном населення розподілялося таким чином: 21,5 % — особи молодші 18 років, 59,3 % — особи у віці 18—64 років, 19,2 % — особи у віці 65 років та старші. Медіана віку мешканця становила 42,6 року. На 100 осіб жіночої статі у селищі припадало 92,2 чоловіків;  на 100 жінок у віці від 18 років та старших — 92,2 чоловіків також старших 18 років.
Середній дохід на одне домашнє господарство  становив 51 906 доларів США (медіана — 41 250), а середній дохід на одну сім'ю — 62 028 доларів (медіана — 52 143). За межею бідності перебувало 8,9 % осіб, у тому числі 8,6 % дітей у віці до 18 років та 9,6 % осіб у віці 65 років та старших.
Цивільне працевлаштоване населення становило 260 осіб. Основні галузі зайнятості: виробництво — 26,9 %, освіта, охорона здоров'я та соціальна допомога — 14,6 %, науковці, спеціалісти, менеджери — 10,4 %, фінанси, страхування та нерухомість — 9,2 %.